# 八戸市立高館小学校
八戸市立高館小学校（はちのへしりつ たかだてしょうがっこう）は、青森県八戸市大字河原木にある公立小学校。

## 沿革
分教場・分校時代の沿革については、八戸市立下長小学校#沿革又は高館小学校のあゆみ（学校ホームページ内）を参照。
- 1976年（昭和51年）
  - 11月17日 - 八戸市教育委員会定例会において八戸市立高館小学校設置議決。通学区は、小田・高館・第二高館・海上前。
  - 12月21日 - 個人より土地3099.85平方メートル買収し、拡張。
- 1977年（昭和52年）
  - 3月23日 - プレハブ校舎（8教室・玄関）建設。
  - 4月1日 - 開校。
  - 4月7日 - 開校式挙行。
  - 7月28日 - 個人より土地3201.74平方メートル買収し、拡張。
  - 11月13日 - 校歌・校章制定式挙行。
  - 12月15日 - 個人より土地2400平方メートル買収し、拡張。
- 1978年（昭和53年）
  - 3月25日 - 増築校舎竣工完成（普通教室74・特別教室1・職員室・校長室・放送室・教具室・用務員室等、1586平方メートル・機械室112.5平方メートル）。
  - 9月27日 - 第1期校庭整地、周辺フェンス取り付け工事等完了。
  - 12月18日 - 第2期校庭整地、校門、正面玄関前道路、小田寄り校庭入口階段、境フェンス工事、造成等完成。
- 1979年（昭和54年）
  - 3月20日 - 校旗樹立式挙行。
  - 6月10日 - 中庭花壇造成。
- 1995年（平成7年）3月10日 - 新体育館竣工。
- 1996年（平成8年）11月15日 - 創立二十周年記念式典挙行。
- 2001年（平成13年）
  - 4月7日 - あじさい学級（情緒障害）新設。在籍者は第2学年1名。
  - 9月28日 - 中庭に池（ひょうたん池）を造成。
- 2002年（平成14年）9月19日 - パソコン22台搬入。
- 2003年（平成15年）
  - 9月13日 - 児童用机椅子新しいものと交換（約320脚）。
  - 9月26日 - 4時50分頃に十勝沖地震が発生したが、本校への被害は無かった。
- 2004年（平成16年）
  - 2月23日 - 最大瞬間風速35.3mを記録する暴風により、集団下校を行う。また、この暴風により、正門前の学校案内看板と総合学習で製作した小屋が転倒する被害が出た。
  - 6月19日 - 玄関工事（校門からの通路拡張）と鳥小屋（床コンクリート敷）改修工事を行った・
  - 6月22日 - ロング昼休み開始（毎週木曜日13:00～13:45）。
- 2005年（平成17年）11月4日 - この日から12月18日まで、管理棟・旧校舎の屋根修理。
- 2006年（平成18年）
  - 1月18日 - 旧校舎の水道凍結防止水抜栓設置。
  - 3月15日 - 校舎玄関壁面・国旗掲揚塔・教室後壁面クロスを新装。
  - 6月16日 - 小田坂右折レーン設置工事開始（樹木伐採・フェンス移設）。
  - 11月1日 - 創立30周年記念式典挙行し、祝賀会開催。記念事業として、校門新築・航空写真及び沿革パネル・総合学習展示棚・玄関に電子オートロック錠設置・中庭樹木剪定等を行った。
- 2008年（平成20年）7月24日 - 0時26分頃に発生した岩手県沿岸北部地震により、体育館アリーナライト故障、2階渡廊下亀裂、3階渡廊下盛り上がりなどの被害が出た。
- 2009年（平成21年）5月7日 - 教材園移設拡張整備。
- 2010年（平成22年）7月6日 - 校務用コンピュータ導入。
- 2011年（平成23年）3月11日 - 14時46分頃に発生した東日本大震災により、渡廊下2階3階エキスパンション付近が盛り上がり壁面に亀裂が生じる被害が出た。また、16日まで、本校体育館を避難場所として開放した。
- 2013年（平成25年）9月4日 - 防音機能復旧温度保持換気設備工事開始。
- 2014年（平成26年）3月26日 -  防音機能復旧温度保持換気設備工事竣工。
- 2015年（平成27年）12月14日 - 屋内運動場天井等落下防止対策工事竣工。
- 2016年（平成28年）
  - 2月18日 - 校門移設拡張整備。
  - 8月22日 - 創立40周年記念事業完了（各教室扇風機取付、楽器購入、外灯設置）。
  - 11月25日 - 創立40周年記念式典挙行し、祝賀会開催。
- 2018年（平成30年）3月17日 - トイレ改修建築工事竣工。
- 2019年（平成31年）4月24日 - 中庭「ひょうたん池」改修工事。
- 2020年（平成2年）
  - 7月20日 - 正面玄関改修工事開始。
  - 10月25日 - 正面玄関改修工事終了。

## 学区
- 小田・高館・第二高館・海上前・高館ニュータウン[1]

## 児童数
2020年5月1日時点
| 学年 | 1年 | 2年 | 3年 | 4年 | 5年 | 6年 | 特別支援 | 合計 |
| ---- | --- | --- | --- | --- | --- | --- | -------- | ---- |
| 学級 | 1   | 1   | 1   | 1   | 1   | 1   | 1        | 7    |
| 児童 | 21  | 27  | 22  | 24  | 28  | 25  | 2 (内数) | 147  |

### この節の出典
- 高館小学校（学校カルテ） (PDF)  - 八戸市
- Gaccom八戸市立高館小学校（児童数）

## アクセス
- 八戸市営バス「見立山」バス停下車後、徒歩約550m・約8分。

## 周辺
- 青森県道8号八戸野辺地線